# Петрашів Петро Васильович
Петраші́в Петро Васи́льович (*1738, с. Рибці Полтавського полку, Гетьманщина, Російська імперія—†19(30).03.1772)— український маляр-іконописець, портретист і пейзажист.

## Біографія
Народився 1738 року у селі Рибці Полтавського полку у козацькій родині.
Малярству навчався у Запорозькій Січі.
1767 року розписував барокові іконостаси Успенської церкви у Кременчуці . 
Працював над портретами представників роду Кочубеїв. 1768 року написав портрет Генерального судді Війська запорозького Василя Кочубея. 

У Кременчуці того ж таки року малював картини для будинку генерал-майора Олександра Ісакова, що був від 1764 року комендантом фортеці св. Єлизавети, із яким художник мав добрі стосунки .
На замовлення кошового отамана Запорозької січі Петра Калнишевського у 1768—1771 роках розписував іконостас новозбудованої коштом Калнишевського церкви Різдва Пресвятої Богородиці у Лохвиці (замість погорівшої).
1772 року створив картину «Покрова Божої Матері» із зображенням священиків і козаків. 
Збереглися два краєвиди, намальовані П. Петрашівим на замовлення Олександра Ісакова (1768).
Листувався із П. Калнишевським .

## Роботи, що збереглися
Роботи майстра зберігаються у Сумському художньому та Сумському краєзнавчому музеях; у Дніпропетровському художньому музеї; Полтавському та Черкаському краєзнавчих музеях.